# محمية الإمام فيصل بن تركي الملكية
محمية الإمام فيصل بن تركي الملكية، هي ثامن المحميات الملكية في السعودية وثالث أكبر محمية ملكية وأكبرها من حيث التنوع الطبوغرافي والبيولوجي، صدر أمر سامٍ بإنشائها في 8 أكتوبر 2023، وتمتد المحمية عبر ثلاث مناطق إدارية هي عسير وجازان ومكة المكرمة، وجزء في المياه الإقليمية للسعودية في البحر الأحمر، وتزيد مساحتها على 30 ألف كيلو متر مربع. وهي تحت إشراف مجلس المحميات الملكية.

## الأهداف
تهدف المحمية إلى الإسهام في تحقيق مستهدفات رؤية السعودية 2030 في حماية البيئة الطبيعية في السعودية وتعزيزها، من خلال الحفاظ على المكونات البيئية والطبيعية، وإعادة توطين الحياة الفطرية في كل منطقة، وضمان التوازن المائي والتنوع البيولوجي والتصدي لظاهرة التصحر واستدامة الحياة البرية.
وتسهم المحمية في رفع نسبة المحميات الملكية في المملكة من 13.5% إلى 14.9% للإسهام في تحقيق مستهدفات مبادرة السعودية الخضراء في حماية 30% من المناطق البرية والبحرية بحلول عام 2030م، والحفاظ على النظم البيئية الطبيعية والتنوع الأحيائي واستعادته وتعزيز التراث وإحياء التاريخ حيث تحوي أكثر من 100 قرية تراثية.